# Karatgi
Karatgi es una ciudad de la India en el distrito de Koppal, estado de Karnataka.

## Geografía
Se encuentra a una altitud de 429 m s. n. m. a 422 km de la capital estatal, Bangalore, en la zona horaria UTC +5:30.

## Demografía
Según estimación 2011 contaba con una población de 27 266 habitantes.